# Medford, Oregon
Medford là một thành phố trong Quận Jackson, tiểu bang Oregon, Hoa Kỳ. Đến năm 2006, thành phố có tổng dân số là 73.960. Thành phố được David Loring đặt tên theo tên thị trấn nhà của ông ở Medford, Massachusetts. Ông là một kỹ sư công chánh làm việc cho Đường sắt Oregon và California.
Medford là quận lỵ của Quận Jackson.6

## Lịch sử

Tượng nữ thần tự do năm 1951

Nằm dọc theo Đường mòn Siskiyou, Medford được thành lập trên tuyến Đường sắt Oregon và California trong thung lũng Bear Creek, một phần của Đại Thung lũng Rogue. Khu vực này được J. S. Howard thị sát năm 1883 và ông đã xây tòa nhà thương mại đầu tiên vào tháng 1 năm đó.
Bưu điện khai trương vào ngày 6 tháng 2 năm 1884 đưa đến việc thành lập thành phố năm 1885. Medford phát triển nhanh chóng và trở thành quận lỵ của Quận Jackson năm 1927.
Trong thập niên 1950, Xa lộ liên tiểu bang 5 được xây gần cạnh phố chính của Medford để thay thế Xa lộ Oregon 99 .
Trên 10 năm vừa qua, Medford đã có sự phát triển bùng nổ về các tòa nhà dành cho cư dân đáng kể và phố chính của Medford cũng đã đồng hành với sự phát triển này.

## Địa lý và khí hậu

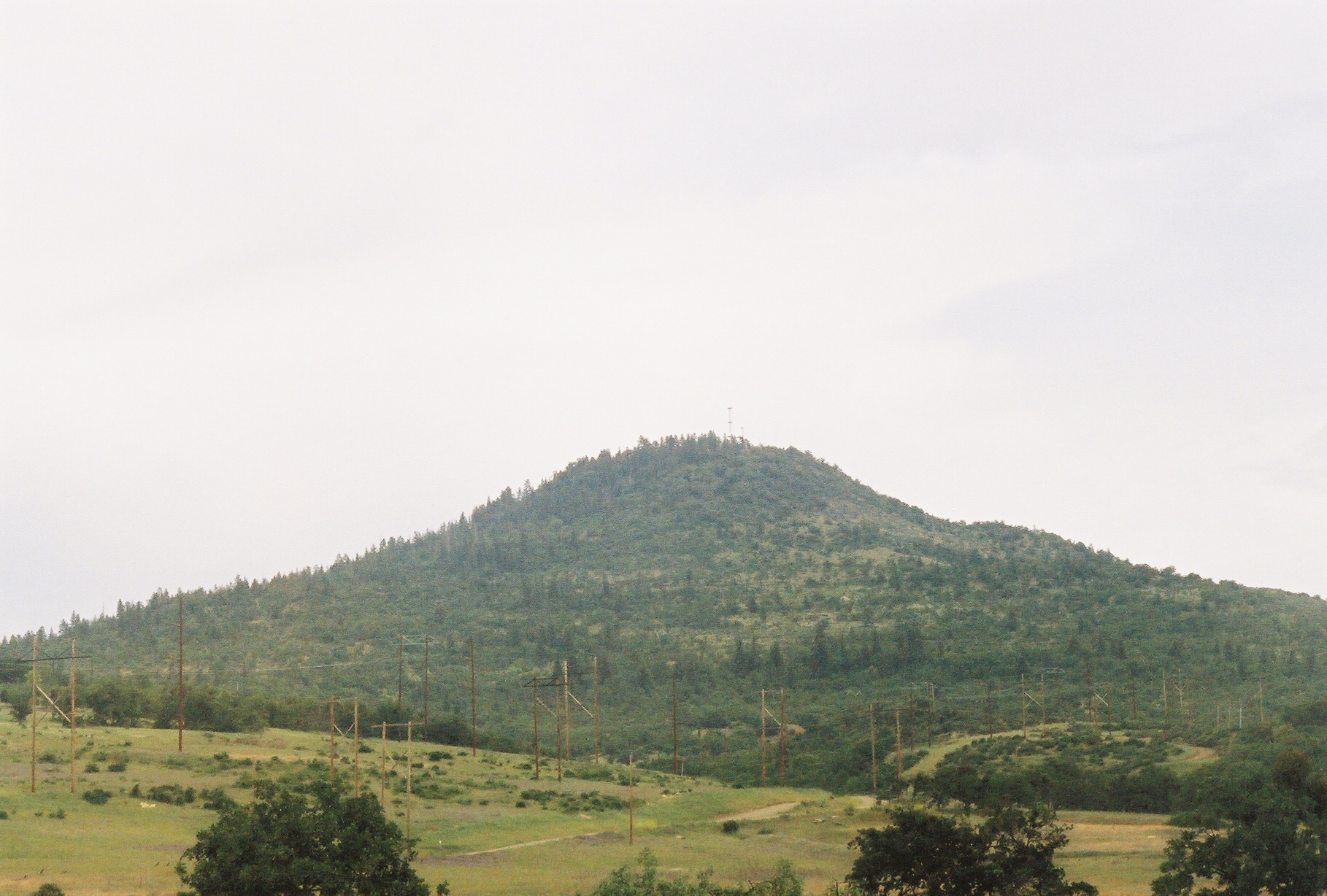
Đỉnh Roxy Ann trông xuống Medford từ phía đông

Medford cách biên giới miền bắc California khoảng 27 dặm Anh (43 km) về phía nam, ở vĩ tuyến 42.3° bắc, nửa đường từ xích đạo đến bắc cực. Theo Cục Điều tra Dân số Hoa Kỳ, thành phố có tổng diện tích là 56,2 km² (21,7 mi²), tất cả là đất. Thái Bình Dương nằm cách thành phố 75 dặm Anh (121 km) về phía tây và là bờ biển gần nhất. Sông gần nhất là Sông Rogue (cách thành phố 8 dặm hay 13 km), và hồ gần nhất là Hồ Agate (cách thành phố 13 dặm hay 21 km).
Các thành phố nhỏ lân cận là Grants Pass, Klamath Falls, Roseburg, Redding (California), và Crescent City (California). Medford cách Salem, thủ phủ của tiểu bang Oregon khoảng 229 dặm (369 km) về phía nam. Xa lộ liên tiểu bang gần nhất là Xa lộ liên tiểu bang 5 chạy theo hướng nam bắc qua trung tâm thành phố.
Medford nằm trong phần tồn tại của khu vực dung nham chảy ra của núi lửa cổ như được chứng minh qua những hình thể dung nham Đá Upper và Lower Table Lưu trữ ngày 28 tháng 3 năm 2010 tại Wayback Machine, Núi McLoughlin, Hồ Miệng núi lửa (Crater Lake), đó là những di tích của Núi Mazama.
Medford nằm trong một "nơi che chắn thời tiết" giữa Dãy núi Cascade và Dãy núi Siskiyou và được gọi là Thung lũng Rogue. Chính vì thế, phần nhiều mưa xuất phát từ Tây bắc Thái Bình Dương và Oregon nói riêng không rơi xuống Medford, khiến cho nó là nơi khô hơn và có nhiều nắng hơn Thung lũng Willamette. Khí hậu Medford tương đối ấm áp, cả trong mùa hè và mùa đông, hơn vĩ tuyến nó mà nó nằm trong đó. Các dữ liệu khí hậu cho thấy khi hậu của nó gần giống với khi hậu của Madrid. Mùa hè thì giống như của Đông Oregon, và mùa đông giống như của bờ biển Oregon. Tại Medford, mùa hè có đến 90 ngày nhiệt độ trên 90 °F và nhiệt độ trên 100 °F thường là vào tháng 7 và tháng 8. Tháng 8 năm 1980, nhiệt độ của nó lên đến trên 110 °F trong khoảng trên 1 tuần, trong đó có hai ngày nhiệt độ lên đến 117 °F. Medford hiếm khi có tuyết rơi, trung bình ít hơn một inch cứ mỗi hai hoặc ba năm.
| Nhiệt độ bình thường, cao kỷ lục, thấp kỷ lục hàng tháng                        |      |      |      |      |      |      |      |      |      |      |       |       |
| Tháng                                                                           | Một  | Hai  | Ba   | Tư   | Năm  | Sáu  | Bảy  | Tám  | Chín | Mười | M.Một | M.Hai |
| Cao kỷ lục °F                                                                   | 71   | 79   | 86   | 93   | 103  | 111  | 115  | 114  | 110  | 99   | 77    | 72    |
| Cao bình thường °F                                                              | 47.3 | 53.8 | 58.3 | 64.3 | 72.2 | 81.2 | 90.2 | 90.1 | 83.5 | 70   | 52.8  | 45.2  |
| Thấp bình thường °F                                                             | 30.9 | 33.1 | 35.9 | 39   | 44   | 50.1 | 55.2 | 54.9 | 48.3 | 40.2 | 35    | 31    |
| Thấp kỷ lục °F                                                                  | -3   | 6    | 16   | 21   | 28   | 31   | 38   | 39   | 29   | 18   | 10    | -6    |
| Lượng mưa (in)                                                                  | 2.47 | 2.1  | 1.85 | 1.31 | 1.21 | 0.68 | 0.31 | 0.52 | 0.78 | 1.31 | 2.93  | 2.9   |
| Nguồn: USTravelWeather.com Lưu trữ ngày 29 tháng 9 năm 2007 tại Wayback Machine |      |      |      |      |      |      |      |      |      |      |       |       |

## Thành phố kết nghĩa
Medford có một thành phố kết nghĩa:
- Alba, Ý